# Louis Foucher
Pour les articles homonymes, voir Foucher.
Pour l’article ayant un titre homophone, voir Louis Fouché.
Louis Foucher, né le 13 décembre 1918 à Aulnay et mort le 5 juillet 2003 à Saint-Jean-d'Angély, est un professeur des universités, historien et archéologue français actif en Tunisie.

## Biographie
À partir de août 1946, Louis Foucher est un enseignant de littérature française dans la ville de Sousse.
Il soutient une thèse d'État consacrée à la cité phénicienne portuaire de Hadrumète, en 1964 à l'université de Paris. Il fait une carrière universitaire qui le conduit à devenir professeur à la faculté des lettres et sciences humaines de l'université de Tours. Son nom est particulièrement attaché aux recherches entreprises sur les sites d'El Jem et de Hadrumète, l'actuelle Sousse. Il a aussi assuré la réanimation de la Société archéologique de Sousse après une longue période de léthargie. Ses fouilles ont enrichi considérablement le musée archéologique de Sousse.
Il a en outre contribué à former de nombreux archéologues et historiens tunisiens, parmi lesquels Abdelmajid Ennabli et Mohamed Yacoub.